# Pararge magnorientalpina
Pararge magnorientalpina är en fjärilsart som beskrevs av Ruggero Verity 1953. Pararge magnorientalpina ingår i släktet Pararge och familjen praktfjärilar. Inga underarter finns listade i Catalogue of Life.